# Tadeusz Szczudłowski
Tadeusz Szczudłowski (ur. 22 listopada 1933 we Lwowie) – polski marynarz, działacz opozycji w PRL.

## Życiorys
Syn Władysława Szczudłowskiego, legionisty, obrońcy Lwowa w 1918 i żołnierza Armii Krajowej, oraz Marii z domu Kamińskiej. Ekspatriowany wraz z rodziną na Dolny Śląsk, zdał maturę w technikum w Jeleniej Górze. Ukończył Wyższą Szkołę Marynarki Wojennej w Gdyni (1958) oraz historię na Uniwersytecie Gdańskim (1972). Do 1968 był oficerem marynarki wojennej, po czym został przeniesiony do rezerwy. Odmówiono mu wydania dokumentów umożliwiających pracę na morzu, wobec czego zajął się działalnością rzemieślniczą. Prowadził jednocześnie działalność opozycyjną. Był członkiem Ruchu Obrony Praw Człowieka i Obywatela oraz współpracownikiem Studenckiego Komitetu Solidarności i Ruchu Młodej Polski. Zajmował się organizacją manifestacji z okazji 3 maja i 11 listopada. Po wygłoszeniu przemówienia na wiecu z 3 maja 1980 został aresztowany i ukarany karą trzech miesięcy aresztu. W obronie więźniów politycznych, w tym Tadeusza Szczudłowskiego, zorganizowana wówczas została głodówka w Podkowie Leśnej.
W trakcie wydarzeń sierpniowych w 1980 Tadeusz Szczudłowski brał aktywny udział w strajku w Stoczni Gdańskiej im. Lenina. Odpowiadał za organizację mszy na terenie tego zakładu koncelebrowanej przez Henryka Jankowskiego. Brał udział w zredagowaniu 21 postulatów Międzyzakładowego Komitetu Strajkowego, zainicjował postawienie drewnianego krzyża przed jedną z bram stoczniowych w miejscu postulowanej budowy pomnika stoczniowców zabitych w 1970. Był honorowym gościem I Krajowego Zjazdu Delegatów „Solidarności”. Po wprowadzeniu stanu wojennego ukrywał się, był poszukiwany listem gończym. Został zatrzymany i następnie internowany w styczniu 1982, zwolniono go w październiku tego samego roku. Zajmował się później pomocą osobom represjonowanym i ich rodzinom. W 1988 ponownie wziął udział w strajku w Stoczni Gdańskiej – 10 maja w trakcie pochodu do kościoła św. Brygidy szedł na jego czele, trzymając krzyż. Do połowy lat 90. pracował jako nawigator, później przeszedł na rentę i następnie na emeryturę.

## Odznaczenia
W 2006 został odznaczony przez prezydenta Lecha Kaczyńskiego Krzyżem Komandorskim z Gwiazdą Orderu Odrodzenia Polski. W 2016 wyróżniony Krzyżem Wolności i Solidarności.